# Café Majestic
O Café Majestic, ou Edifício na Rua de Santa Cartarina, n.º 112, é um café histórico localizado na Rua de Santa Catarina, na cidade do Porto, em Portugal.
A sua relevância advém tanto da ambiência cultural que o envolve, nomeadamente a tradição do café tertúlia, onde se encontravam várias personalidades da vida cultural e artística da cidade, como também da sua arquitectura de identidade Arte Nova. Em 2011, foi considerado o sexto café mais bonito do mundo.
O Café Majestic encontra-se classificado como Imóvel de Interesse Público desde 1983.

## História
Inaugurado a 17 de Dezembro de 1921, com o nome de "Elite", o café, situado no n.º 112 da Rua de Santa Catarina, esteve desde logo associado a uma certa frequência das pessoas distintas da época. Um dos que estiveram presentes na inauguração foi o piloto aviador Gago Coutinho, acabado de chegar de uma viagem à ilha da Madeira, e que ficou encantado com o esplendor da decoração arte nova.
No ano seguinte o nome mudaria de Elite para Majestic, sugerindo o chic parisiense, mais ao encontro da clientela que pretendia atrair, e tão apreciado na época.
Frequentaram o café nomes como Teixeira de Pascoaes, José Régio, o filósofo Leonardo Coimbra. Mais tarde tornou-se lugar assíduo para os estudantes e professores da Escola de Belas Artes do Porto.
Uma outra das conhecidas tertúlias que o animou era constituída pelo escultor José Rodrigues e pelos pintores Armando Alves, Ângelo de Sousa e Jorge Pinheiro. Este grupo adoptaria, devido à classificação final do curso, o irónico nome de "Os quatro vintes", e manter-se-ia unido numa série de exposições no Porto, em Lisboa e em Paris no período 1968-1971.
Nos últimos anos, entre muitas outras figuras, não deixaram de visitar e assinar o livro de honra os presidentes Mário Soares, Jorge Sampaio, Jacques Chirac e Cavaco Silva. Hoje em dia continua a ser animado com recitais de poesia, concertos de piano, exposições de pintura, lançamentos de livros, realização de algumas cenas para filmes nacionais ou estrangeiros. Uma das cerimónias da despedida de Macau, no final do período de administração portuguesa, teve lugar no Café Majestic com a presença do Embaixador da China em Portugal.
Na biografia de J.K. Rowling escrita por Sean Smith, refere-se que a escritora passava muito tempo no Café Majestic a trabalhar no primeiro livro "Harry Potter e a Pedra Filosofal" (apesar da escritora ter saído do Porto em 1994 e o livro apenas ter sido publicado em 1997).

## Estilo arquitectónico

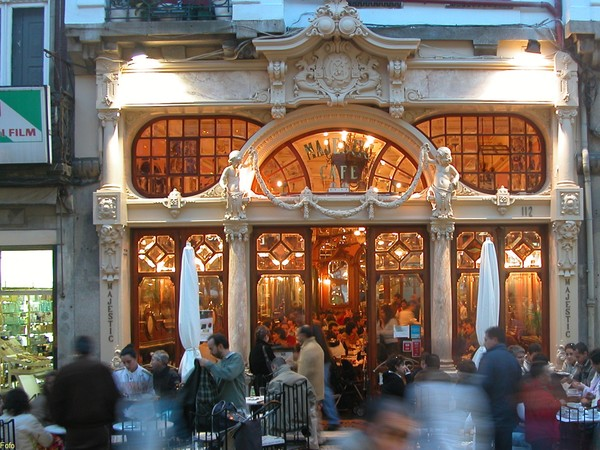
Exterior do Majestic ao entardecer.

O Café Majestic de traça ideada pelo arquitecto João Queiroz, inspirada na obra do mestre Marques da Silva, permanece ainda hoje como um dos mais belos e representativos exemplares de Arte Nova na cidade do Porto. O edifício, fundeado em 1916 no ângulo formado pelas ruas de Santa Catarina e Passos Manuel, previa, na memória descritiva da sua reconstrução, a existência de "estabelecimentos virados para a rua pedonal."
A imponente fachada em mármore, adornada com aspectos vegetalistas de formas sinuosas, reflecte o bom estilo decorativo da altura. Um trio de elegantes colunas marca a frontaria, limitada por uma secção rectangular, rasgada em vidro. No topo um frontão coroa a composição com as iniciais do Majestic. Ladeiam-no duas representações de crianças que, divertidas, convidam o transeunte a entrar.
Dentro do estabelecimento, de planta rectangular, reina a linguagem Arte Nova. A simetria curvilínea das molduras em madeira e os pormenores decorativos cativam a observação. Grandes espelhos riscados pela idade, intercalados por candeeiros em metal trabalhado, delimitam as paredes num inteligente jogo óptico de amplitude, que lhe dá uma dimensão maior que a real.

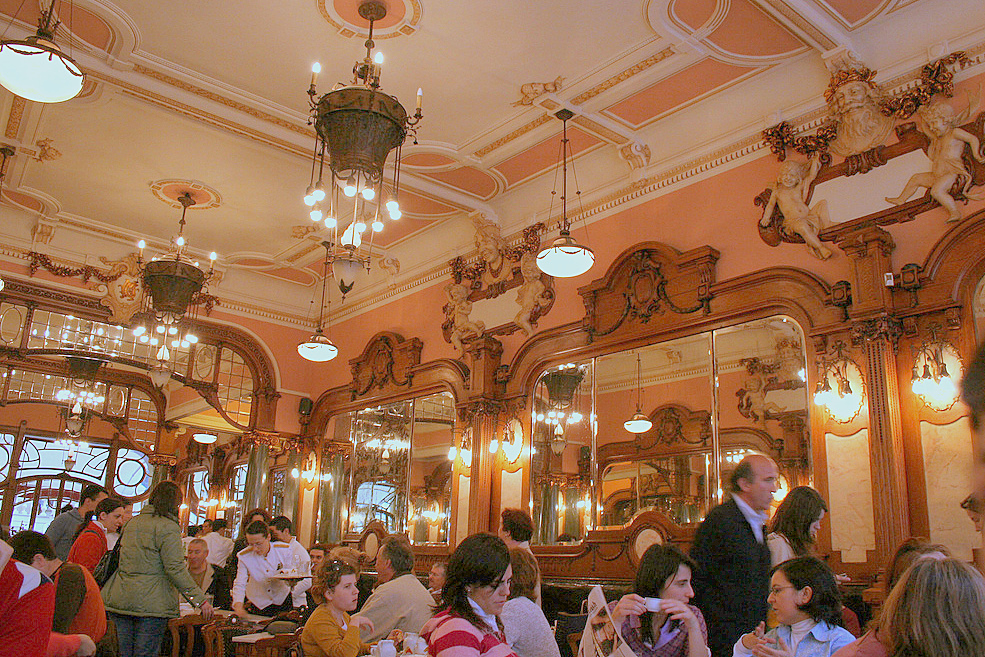
Interior do Majestic.

Esculturas em estuque, representando rostos humanos, figuras desnudas e florões, confirmam o gosto ondulante e sensual, enquanto que duas linhas de bancos em couro gravado, substituindo os originais em veludo vermelho, criam, em termos de perspectiva, uma sensação de profundidade e elegante aconchego.
O recorte sinuoso dos caixilhos da espelharia, a luminosidade dos candeeiros, os detalhes em mármore e os bustos sorridentes que se estendem das paredes ao tecto, conferem-lhe ambiência dourada e confortável, incitando ao repouso e à conversa amena. O Café Majestic emana uma atmosfera de luxo, requinte e bem-estar.
O pátio interior, construído em 1925, é um recanto de contornos delicados, com escada e balaustrada de pequenas dimensões, arquitectado como se de um jardim de Inverno se tratasse. Sob a direcção do mestre Pedro Mendes da Silva, este espaço simboliza uma nova era do Café Majestic. A construção do bar e da ligação ao café por meio de uma escadaria, permitiu abrir uma nova frente, a da rua Passos Manuel, "…onde será posto à venda vinho do Porto. Para isso, escolheu-se o estilo regional da nossa arquitectura, não só para a construção do bar, mas também para a vedação do muro."
A nova fachada foi subsequentemente idealizada e executada seguindo moldes diferentes dos adoptados para o interior. Se este é ao gosto internacional, o novo espaço, não o renegando, apresenta um estilo mais rústico, manifestando o que mais tarde Raul Lino designou por casa portuguesa.
Nesse mesmo ano o Majestic cumpre singularmente a função plural de satisfazer todos os desejos da clientela. Volta a chamar o arquitecto João Queirós, agora para abrir uma modesta mas graciosa janela no muro remodelado, virada para a rua Passos Manuel, onde passará a vender tabaco e rapé à população. Um ano depois, em 1926, o espaço é ampliado e cedido à exploração da firma Tinoco & Irmãos, construindo uma "pequena cabina (…) para servir de tabacaria."
Auspícios de novos tempos e hábitos surgiram em 1927, através da ampliação do bar com vista ao "serviço e fornecimento de cerveja para o terraço ali já existente".
O espaço, portanto, apresenta-se evolutivo. De uma formulação mais depurada e arquitectural à entrada, motivada pelas raízes Beaux Arts do arquitecto, ao nos aproximarmos do jardim passamos para um decorativismo colmatador das estruturas arquitectónicas, terminando no portal jónico de ligação ao exterior, com grande volutas transparentes e sensuais, tipicamente Art Nouveau, insinuando as esculturas femininas que vislumbramos no exterior. Esse, verdejante e luminoso, serve actualmente para a dinamização de concertos durante o Verão, pelo que se tornou no terceiro centro cultural do Majestic, a rivalizar com o piano de cauda no interior e com as inúmeras exposições de pintura a acontecer no piso inferior, outrora votado ao jogo de bilhar.
Sob a égide dos Barrias, o Café foi encerrado para execução de um projecto de remodelação. Em 1994, depois da substituição do pavimento interior, da reposição do mobiliário original e do desenho de um novo balcão, o Majestic foi reaberto, devolvendo-se-lhe finalmente uma merecida notoriedade.

## Presente
A partir da década de 1960, a transformação do ritmo de vida provocou o declínio destes estabelecimentos e o Majestic não escapou a essa sorte até aos primeiros anos da década de oitenta.
Porém, a sua beleza original e o seu significado na cidade do Porto, valeram-lhe a classificação em 24 de Janeiro de 1983 de Imóvel de Interesse Público e "património cultural" da cidade, o que possibilitou que se iniciasse um processo de recuperação que, apesar de longo, permitiu a reabertura do café em Julho de 1994 com todo o seu antigo esplendor, convidando a reviver a fascinante Belle Époque.
Na cave foi criada uma galeria de arte destinada a pequenas conferências ou exposições.